# 柏原芳恵
柏原 芳恵（かしわばら よしえ、1965年（昭和40年）10月1日 - ）は、日本の女性歌手、アイドル、女優、タレント。Office YOSHIE、フリーボード所属。主な代表曲には「ハロー・グッバイ」、「春なのに」、「最愛」などがある。

## 経歴
大阪府大阪市出身。堀越高等学校を卒業した。
1979年（昭和54年）秋に日本テレビ系「スター誕生!」で清水由貴子の「お元気ですか」を歌って合格した。その後、グランドチャンピオン（最優秀賞）となる。
1980年（昭和55年）6月1日に、柏原よしえ名義でシングル「No.1」を発売しフィリップス・レコードからアイドル歌手としてデビューした。キャッチフレーズは「ちょっと大物、夏ひとりじめ。よしえはNo.1。」であった。デビュー当時の所属事務所はゴールデンミュージックプロモーションであった。
1981年（昭和56年）10月15日の発売の7枚目のシングル「ハロー・グッバイ」（讃岐裕子のカバー曲）が約40万枚を売上げてブレイクを果たし、この曲が柏原をトップアイドルへと押し上げ、同年末の「第23回日本レコード大賞」ゴールデン・アイドル賞を獲得した。
1982年（昭和57年）10月1日、シングル「花梨」の発売と同時に名前のかな表記を改め、本名と同じ柏原芳恵に改名した。
1983年（昭和58年）「春なのに」（TBSテレビ系「ザ・ベストテン」で最高2位まで上昇）、1984年（昭和59年）「最愛」など、シンガーソングライターの中島みゆき作詞・作曲作品を中心に、1981年（昭和56年）から1986年（昭和61年）の間にオリコンチャートトップ10入りしたシングル曲は18作品。日本テレビ系「ザ・トップテン」では19曲がトップ10内にランキングされた。
「NHK紅白歌合戦」（NHK総合・ラジオ第1）には2度出場し、「日本レコード大賞」（TBSテレビ・ラジオ）には1981年（昭和56年）から1987年（昭和62年）まで7年連続で選出された（1985年（昭和60年）から1987年（昭和62年）の3年間は、最優秀歌唱賞部門にノミネートされた）。
1980年代後期は歌手としての活動よりも女優としての活動が多くなり、2時間ドラマに多数主演の他、映画にも出演している。また、グラマラスな肢体を魅せるグラビアアイドルの活動も目立つようになる。
1989年（昭和64年/平成元年）にデビュー以来所属していたゴールデンミュージックプロモーションからバーニング系列・T&C ミュージックから独立したソーマオフィスに移籍し、1992年（平成4年）に独立する。1990年代前半にはテレビ以外の仕事に重点を置き、ビデオ映画主演の他、写真集を出版した。以降、歌手の仕事を中心に、ミュージカルや舞台で活動する。ライブやディナーショーなどの歌手活動の他に、ラジオパーソナリティとしても活動し、自らが創作したオブジェの個展『魅完成展』なども開催している。
2004年（平成16年）10月よりラジオ番組「柏原芳恵のJumpin' Music」の放送を開始した。
2005年（平成17年）にデビュー25周年を迎えた。アルバム「あなただけ・・・・」・『25th Anniversary Complete Album Collection』・『CD & DVD THE BEST』・『柏原芳恵プレミアムBOX』、DVD『Yoshie Memorial』の他、セルフポートによる写真集『Zutto×2』を発表した。
2006年（平成18年）5月24日に、16年半ぶりとなるシングル『MaMa』を発売した。
2007年（平成19年）1月11日に、男性ボーカリストの名曲カバーアルバム「encore」を発売した。
2008年（平成20年）1月9日に、35枚目となるシングル『くちづけに願いを』を発売した。
7+
2010年（平成22年）3月5日、NHK総合「金曜バラエティー」にゲスト出演した。「いつまでもアイドル気分で!」の題目で、麻丘めぐみ・石川ひとみらと登場した。アイドル時代のヒット曲「ハロー・グッバイ」「恋人たちのキャフェテラス」を歌唱した。
2010年（平成22年）3月24日には、28枚のアナログシングル盤をCD化した紙ジャケット仕様と、テレビ歌唱映像から5曲を収録したDVDを合わせたBOXセット『デビュー30周年記念シングル・コレクション』を発売した。そのBOXセット・リリースから3週間を経て、4月14日に、着うた、着うたフル、PCにて一斉デジタル配信開始となった。
2010年（平成22年）5月26日に、男性ボーカリストの名曲カバーアルバムの第2弾「encore2」を発売した。
2016年（平成28年）4月27日に、男性ボーカリストの名曲カバーアルバムの第3弾『encore3』を発売した。
2018年（平成30年）4月25日に、自らが作詞を手掛けたミニアルバム『芳恵 詩集（うたしゅう）』発売した。
2018年（平成28年）8月29日と9月26日の2か月連続で、1980年代に発表したオリジナル・スタジオ・アルバム全18枚を、初SHM-CD／紙ジャケット化した。
2020年（令和2年）6月1日、40周年記念ニュー・シングル「KU・ZU 〜ワタシの彼〜」を発売した。
2020年（令和2年）7月4日、『倉庫 de ライヴ』をYouTube生配信した。
2020年（令和2年）7月24日に『柏原芳恵40周年コンサート 〜A・RU・KU〜』を開催予定であったが、新型コロナウイルスの感染拡大状況を踏まえ、10月17日に延期した上で開催した。また、YouTubeにアップされたコンサートのダイジェスト映像が再生数を上げ注目を集め、日本文化を海外に発信する経済産業省の事業「J-Lod Live」の対象となり、2020年12月31日から2021年（令和3年）1月10日までの期間限定で全世界に有料配信される運びとなった。
2022年（令和4年）11月2日に、3枚組のDVD『柏原芳恵 NHK プレミアムコレクション』を発売した。
2022年（令和4年）11月4日に、ハイブリッドコンサート『柏原芳恵Live2022 〜A・RU・KU 第二章〜』を開催した。
2023年（令和5年）1月7日より「柏原芳恵の喫茶☆歌謡界」（J:COMテレビ）を放送開始した。番組発のコンサートイベント『柏原芳恵 未来へ”A・RU・KU” コンサート2023〜柏原芳恵の喫茶☆歌謡界〜』も開催している。
2023年（令和5年）11月4日に、柏原芳恵「A・RU・KU」シリーズ第3弾コンサートを日本橋三井ホールで開催した。11月18日から11月24日までの間、コンサートの模様がアーカイブ配信された。
2024年（令和6年）11月16日に、柏原芳恵「A・RU・KU」シリーズ第4弾コンサートを日本橋三井ホールで開催した。
2025年（令和7年）にデビュー45周年を迎え、東京・大阪・名古屋・横浜で「柏原芳恵 45th anniversary Concert Tour 2025」を開催し、5月にDVD『Yoshie Memorial（限定版）』、6月に初のオールタイム・ベスト盤『～ 45th Anniversary ～ YOSHIE SELECTION ALL TIME BEST』を発売した。

## 家族
- 会社員の父と専業主婦の母、兄、母方の祖父の5人家族で、一軒家で育つ。
- 幼い頃から、両親に目上の人に対する言葉遣いや挨拶を徹底して教えられた。一家の中で一番年下だった本人は、家族にも敬語で会話していた。後年本人は、「当時はもっと甘えたいなと思っていたが、今となっては“礼儀作法や人を敬う気持ち”という一生の宝を授けてくれた両親に感謝しています」と語っている[11]。
- 少女時代はピアノ、書道、学習塾、そろばんの教室に通っていた[63]。
- 芸能界入り後の時間に余裕ができてから、両親とよく国内外問わず旅行に行くようになった[11]。
- 20歳になったばかりの頃に2億円の豪邸を建設中と当時の歌番組や週刊誌で紹介されたが[64]、それから7年後の1992年にも都内世田谷区に約4億6千万円で一軒家を購入し、柏原の個人事務所兼自宅としてスタッフと共に暮らしている[65]。

## 「スター誕生!」
- 小学6年生の頃に数人の友達と一緒に、人気オーディション番組「スター誕生!」（日本テレビ）に応募[11]。この年は音沙汰はなかったが、中学2年生の頃になって「読売テレビのスタジオで1次審査があります」との案内が届く。6年生の時は、単に「芸能界ってどんな世界だろう、テレビ局のスタジオとか一度見てみたい」と興味本位での応募だった。このため2年後に通知が来た時は、本人は「応募したことすら忘れていました」と回想している。母に相談すると、「どうせ落ちるんやから、行ってきたら？」と言われ、軽い気持ちで参加する[11]。
- デビュー前から「スタ誕」出身の先輩である岩崎宏美の曲が好きで、よく聴いていたこともあり、スタ誕の予選で柏原自身が選んだ曲は岩崎の「あざやかな場面」であった[11]。しかし、予選会のピアノ伴奏者・横森良造から「決戦大会で君が合格するには、この歌は難しすぎるよ」とアドバイスされた[11]。横森から代わりに清水由貴子の「お元気ですか」を薦められたため、決戦大会では同曲に変更して審査に臨んだ[11]。
- 決戦大会での歌唱後、審査員の都倉俊一からは「掘り出したばかりの人参みたいだね」、阿久悠からは「何もないけど、大物かもしれない」と評された[11]。合格後は歌やダンスのレッスンを受けるため週1回東京まで通い、中学3年生になる直前の春休みに単身で本格的に上京した[11]。

## エピソード
- デビュー曲「No.1」のレコードジャケットの写真はノーメイクで、篠山紀信に撮影してもらった[11]。
- デビューから数年間は寝る暇もないくらい忙しく[66]、19歳で初めて休暇をもらった時は休日の過ごし方が分からず、マネージャーに「お休みの日ってみんな何してるの？」と聞いたほどだった[11]。
- 柏原と同じ1980年度デビューのアイドル歌手には、松田聖子・田原俊彦・岩崎良美・河合奈保子などが居る[67][68]。
- 柏原は14歳（中学3年生時）でデビューしたこともあって、芸能界入り間もない頃は、異学年の年上のアイドル達に自分から話し掛けることが出来なかったという。それでも「同じ大阪市出身の（河合）奈保子ちゃんとはデビュー当時から仲良しだった[69][70][71]。（岩崎）良美ちゃんはいつも声を掛けてくれて非常に嬉しかった[72]」と述べている。また、4歳差の良美とは今もお互いの誕生日を祝い合うメル友とのこと[73]。
- 高校時代の同級生である比企理恵は親友で、公私共に交流が続いており、柏原の主演ドラマ土曜ワイド劇場「瀬戸内海 深夜航路の女」（1990年5月12日）[74]や「中居正広の金曜日のスマイルたちへ」（2017年12月15日）で共演を果たしている[75][76]。
- 歌手デビューが同期で、現在は政治家の三原じゅん子とも、柏原の主演ドラマ土曜ワイド劇場「京都 天の橋立殺人事件」（1992年1月25日）[77]や「ウィーケストリンク☆一人勝ちの法則」（2002年9月2日放送回・柏原が優勝）などで共演を果たしている。
- 第102・103代内閣総理大臣の石破茂は、政界屈指のアイドル通を自認しており、柏原の名前をお気に入りの1人として挙げている[78][79][80][81]。2014年8月8日の朝日新聞4面でも、夏になると柏原の「夏模様」をカラオケで歌う[82][83]と記載されていた。
- 松山千春からは、1983年9月21日発売の「タイニー・メモリー」（後に松山自身もセルフカバー）を書き下ろしで提供してもらっている[84]。なお松山が女性歌手へ曲を書き下ろしたのは、1977年8月のピコ「あなたと私のレッセッセ」、1980年2月の伊東ゆかり「もう1度」以来である。1983年11月23日に発売されたアルバム「TINY MEMORY」で、柏原は全10曲松山の唄をカバーしている[85]。
- 1984年2月29日に発売した柏原の「ト・レ・モ・ロ」の編曲を担当した船山基紀は、この曲が当時最新鋭のデジタルシンセサイザーであったフェアライトCMIを初めて制作に導入した自身の編曲家人生で記念碑的な作品であったと語っている[86]。
- 1984年10月1日に趣味で描きためていた絵をまとめた、絵本『夢だいて』（白泉社）を上梓した。
- 1985年に香港でコンサートを開催しており、現在（2022年）も香港へ行くと、ファンたちから「フォンワイ（芳恵）」と声をかけられている[11]。
- ビビアン・チョウ（周慧敏）が、1993年9月発売のアルバム「最愛」（広東語版）と12月発売のアルバム「心事重重」（北京語版）に柏原の「最愛」を収録した。広東語版の曲名は『最愛』、北京語版は『愛我所愛』。1985年にオーディションで同曲を歌唱しデビューのきっかけを作ったというビビアンにとって思い入れの深い曲である。2011年3月19日と20日に香港コロシアムで開かれたビビアンのデビュー25周年記念コンサートで彼女が憧れていたという柏原との共演を果たしている[87][88]。
- 今上天皇は、「柏原芳恵のファン」と発言し[89][90]、1986年（昭和61年）10月19日に行われたリサイタル『おんな飛翔』を鑑賞した[91][92][93]。本人は「私のファンと聞いて『なんて光栄なのだろう』と思いましたが、スタッフから「浩宮様がリサイタルに来られる」との話を聞いた時はさすがに『まさか！』と耳を疑いました」と回想している[11]。会場で直接親王を出迎えた際は緊張で頭が真っ白になったというが、親王からは「本日はありがとう」と声をかけられた[11]。その際、柏原にローズピンクのバラ「プリンセスサヤコ」が一輪贈呈された[94][95][96]。柏原は返礼としてサイン入り写真集を贈った[97]。バラは後日、特殊な処理（プリザーブド加工）を施された上で真空状態のガラスケースに収められ、今（2022年）も大切に保管されている[11]。
- 落語家の立川志らくは、2019年2月24日放送の「報道プライムサンデー」で、皇太子徳仁（今上天皇）が柏原のコンサートを訪れたニュースについて、「自分は柏原芳恵さんのファンクラブに入っていたので、当時は誇らしかった」と語った[98][99][100][101][102]。後に『演芸図鑑』で対談している。
- 柏原と同年齢の落語家の立川談慶は、中学3年生時からの柏原の大ファンだと言い、2010年12月19日に自らが館長を務める長野県佐久市のコスモホールで柏原を招いてのコンサートを開催した[103]。
- ホンジャマカの石塚英彦は、柏原芳恵の大ファンであることを公言している[104][105][106]。
- 漫画家でタレントの山咲トオルは、柏原のデビュー当時からのファンだと言い、大好きなアイドルの1人として柏原の名前を挙げている[107][108][109]。
- ラッシャー板前は、柏原の親衛隊[110]だった。
- シンガーソングライターで音楽プロデューサーでもある冴沢鐘己は、柏原の歌唱力を高く評価しており、「初めて好きになったアイドルは柏原芳恵」と公言している[111]。
- グラビア活動をしていたバブル期には、1年間でパスポートがスタンプでいっぱいになるほど数々の国を訪れた[11]。
- 柏原は、ザ・ベストテンで司会を務めていた黒柳徹子から「ベストテンでお会いしていた頃から美人系でお綺麗だったのでジーナ・ロロブリジーダみたいだねと久米宏とも話しながら見ていた」と言及された[112]。また、夜のヒットスタジオで司会を務めていた芳村真理からは「芳恵ちゃんって日本人っぽくないのよね。外国の女の子って言っても判らない部分がある。色も白いし可愛いわ」と言及された[113]。
- ドラマ「野々村病院物語II」や「ピンキーパンチ大逆転」で共演した山田邦子とは、長きに亘る交流があり、柏原は山田が団長を務めるスター混声合唱団のメンバーにもなっている[114][115]。また、山田がMCを務めた「山田邦子のしあわせにしてよ」に柏原は数度に及びゲスト出演している。友人同士で出掛ける旅番組「土曜スペシャル○○円以下の宿シリーズ」（2010年8月28日）では柏原は山田と二人旅をした[116]。そして2018年4月26日放送の「昭和歌謡ベストテン」で[117]柏原は山田と二人でやまだかつてないWinkの「さよならだけどさよならじゃない」を歌唱披露した。山田は自身のYouTubeチャンネルなどでも「柏原芳恵ちゃんとは今でも仲良いです」「芳恵ちゃんは現在でもナイスバディで、もの凄く綺麗で、歌も丁寧に歌い続けており、大好きです」と述べている[118]。
- 先輩歌手の小林幸子からは、妹のように可愛がられており、柏原も小林を姉のように慕っている[119][120] 。
- 前述の通りNHK紅白歌合戦に2度出場しているが、実績に比べ出場回数が少ないという声はよく聞かれる。合田道人の著書『怪物番組 紅白歌合戦の真実』（幻冬舎、2004.11）によれば、当時は出場者発表日に「ご意見を伺う会」という最終審議の場があり、柏原は1982年、1984年、1986年などの不出場だった年でも最終までは名前が残っていたと記述されている[121]。
- NHK連続テレビ小説「あまちゃん」の劇中では、柏原の楽曲「ハロー・グッバイ」と、この曲のレコードジャケットが使用された[122]。
- NHK連続テレビ小説「半分、青い。」（2018年5月4日放送回）で、ヒロインの親友が柏原の楽曲「春なのに」を熱唱するシーンが放送され、話題になった[123]。
- TBSテレビアナウンサーの安住紳一郎は、柏原の「春なのに」を好きな曲として挙げている[124][125][126]。
- 韓国での空前のJ-POPブームにより、柏原の楽曲も韓国の老若男女に口ずさまれている[127]。
- 現在の趣味は、料理研究、粘土細工、映画鑑賞、カメラ、スキューバダイビングである[19]。
- 車好きで過去にフェラーリ360スパイダーなど様々な車に乗っていたが、現在（2024年時点）所有している車種はメルセデス・ベンツGLCである[128][129]。

## シングル
| #                                      | 発売日                                 | A/B面                                  | タイトル                                            | 作詞                                   | 作曲                                   | 編曲                                   | オリコン 最高順位                      | 規格品番                               |
| 柏原よしえ 名義 フィリップス・レコード | 柏原よしえ 名義 フィリップス・レコード | 柏原よしえ 名義 フィリップス・レコード | 柏原よしえ 名義 フィリップス・レコード              | 柏原よしえ 名義 フィリップス・レコード | 柏原よしえ 名義 フィリップス・レコード | 柏原よしえ 名義 フィリップス・レコード | 柏原よしえ 名義 フィリップス・レコード | 柏原よしえ 名義 フィリップス・レコード |
| -------------------------------------- | -------------------------------------- | -------------------------------------- | --------------------------------------------------- | -------------------------------------- | -------------------------------------- | -------------------------------------- | -------------------------------------- | -------------------------------------- |
| 1st                                    | 1980年 6月1日                          | A面                                    | No.1                                                | 阿久悠                                 | 都倉俊一                               | 都倉俊一                               | 76位                                   | FS-2181                                |
| 1st                                    | 1980年 6月1日                          | B面                                    | 何でもない何でもない                                | 阿久悠                                 | 都倉俊一                               | 都倉俊一                               | 76位                                   | FS-2181                                |
| 2nd                                    | 1980年 9月5日                          | A面                                    | 毎日がバレンタイン                                  | 阿久悠                                 | 川口真                                 | 木森敏之                               | 64位                                   | 7PL-1                                  |
| 2nd                                    | 1980年 9月5日                          | B面                                    | 100%のかなしみ                                      | 阿久悠                                 | 網倉一也                               | 飛沢宏元                               | 64位                                   | 7PL-1                                  |
| 3rd                                    | 1980年 10月25日                        | A面                                    | 㐧二章・くちづけ                                    | 阿久悠                                 | 大野克夫                               | 後藤次利                               | 49位                                   | 7PL-14                                 |
| 3rd                                    | 1980年 10月25日                        | B面                                    | レディ直前                                          | 阿久悠                                 | 網倉一也                               | 飛沢宏元                               | 49位                                   | 7PL-14                                 |
| 4th                                    | 1981年 2月25日                         | A面                                    | 乙女心何色?                                         | 近田春夫                               | 近田春夫                               | 後藤次利                               | 55位                                   | 7PL-22                                 |
| 4th                                    | 1981年 2月25日                         | B面                                    | チャンスは急に                                      | 近田春夫                               | 近田春夫                               | 後藤次利                               | 55位                                   | 7PL-22                                 |
| 5th                                    | 1981年 5月25日                         | A面                                    | ガラスの夏                                          | 松田侑利子                             | 網倉一也                               | 若草恵                                 | 21位                                   | 7PL-31                                 |
| 5th                                    | 1981年 5月25日                         | B面                                    | フィフティーン・ラブ                                | 松田侑利子                             | 網倉一也                               | 若草恵                                 | 21位                                   | 7PL-31                                 |
| 6th                                    | 1981年 9月5日                          | A面                                    | めらんこりい白書                                    | 阿久悠                                 | 大野克夫                               | 船山基紀                               | 23位                                   | 7PL-44                                 |
| 6th                                    | 1981年 9月5日                          | B面                                    | 抱きしめる、という感じ                              | 阿久悠                                 | 大野克夫                               | 船山基紀                               | 23位                                   | 7PL-44                                 |
| 7th                                    | 1981年 10月15日                        | A面                                    | ハロー・グッバイ                                    | 喜多條忠                               | 小泉まさみ                             | 竜崎孝路                               | 6位                                    | 7PL-57                                 |
| 7th                                    | 1981年 10月15日                        | B面                                    | 恋はマシュマロ                                      | 岡田冨美子                             | すぎやまこういち                       | 若草恵                                 | 6位                                    | 7PL-57                                 |
| 8th                                    | 1982年 2月5日                          | A面                                    | 恋人たちのキャフェテラス                            | 三浦徳子                               | 小泉まさみ                             | 船山基紀                               | 9位                                    | 7PL-67                                 |
| 8th                                    | 1982年 2月5日                          | B面                                    | ロンリー・バースデイ                                | 喜多條忠                               | 小泉まさみ                             | 船山基紀                               | 9位                                    | 7PL-67                                 |
| 9th                                    | 1982年 4月21日                         | A面                                    | 渚のシンデレラ                                      | 藤原いくろう                           | 藤原いくろう                           | 竜崎孝路                               | 7位                                    | 7PL-100                                |
| 9th                                    | 1982年 4月21日                         | B面                                    | ロマンチックにI love you                            | 三浦徳子                               | 小泉まさみ                             | 後藤次利                               | 7位                                    | 7PL-100                                |
| 10th                                   | 1982年 7月21日                         | A面                                    | あの場所から                                        | 山上路夫                               | 筒美京平                               | 高田弘                                 | 9位                                    | 7PL-88                                 |
| 10th                                   | 1982年 7月21日                         | B面                                    | あした…恋                                           | 大津あきら                             | 筒美京平                               | 大村雅朗                               | 9位                                    | 7PL-88                                 |
| 柏原芳恵 名義 フィリップス・レコード   |                                        |                                        |                                                     |                                        |                                        |                                        |                                        |                                        |
| 11th                                   | 1982年 10月1日                         | A面                                    | 花梨                                                | 谷村新司                               | 谷村新司                               | 青木望                                 | 10位                                   | 7PL-96                                 |
| 11th                                   | 1982年 10月1日                         | B面                                    | スノーバード                                        | 谷村新司                               | 谷村新司                               | 青木望                                 | 10位                                   | 7PL-96                                 |
| 12th                                   | 1983年 1月11日                         | A面                                    | 春なのに                                            | 中島みゆき                             | 中島みゆき                             | 服部克久 J.サレッス                    | 6位                                    | 7PL-105                                |
| 12th                                   | 1983年 1月11日                         | B面                                    | 渚便り                                              | 中島みゆき                             | 中島みゆき                             | 服部克久 J.サレッス                    | 6位                                    | 7PL-105                                |
| 13th                                   | 1983年 4月13日                         | A面                                    | ちょっとなら媚薬                                    | 阿木燿子                               | 宇崎竜童                               | 萩田光雄                               | 10位                                   | 7PL-118                                |
| 13th                                   | 1983年 4月13日                         | B面                                    | Blue Honeymoon                                      | 阿木燿子                               | 宇崎竜童                               | 萩田光雄                               | 10位                                   | 7PL-118                                |
| 14th                                   | 1983年 6月29日                         | A面                                    | 夏模様                                              | 微美杏里                               | 松尾一彦                               | 萩田光雄                               | 8位                                    | 7PL-125                                |
| 14th                                   | 1983年 6月29日                         | B面                                    | 坂道                                                | 山口薫                                 | 松尾一彦                               | 萩田光雄                               | 8位                                    | 7PL-125                                |
| 15th                                   | 1983年 9月21日                         | A面                                    | タイニー・メモリー                                  | 松山千春                               | 松山千春                               | 石川鷹彦                               | 6位                                    | 7PL-134                                |
| 15th                                   | 1983年 9月21日                         | B面                                    | 初恋                                                | 松山千春                               | 松山千春                               | 石川鷹彦                               | 6位                                    | 7PL-134                                |
| 16th                                   | 1983年 12月1日                         | A面                                    | カム・フラージュ                                    | 中島みゆき                             | 中島みゆき                             | 萩田光雄                               | 6位                                    | 7PL-144                                |
| 16th                                   | 1983年 12月1日                         | B面                                    | 雪                                                  | 中島みゆき                             | 中島みゆき                             | 萩田光雄                               | 6位                                    | 7PL-144                                |
| 17th                                   | 1984年 2月29日                         | A面                                    | ト・レ・モ・ロ                                      | 松本隆                                 | 筒美京平                               | 船山基紀                               | 8位                                    | 7PL-150                                |
| 17th                                   | 1984年 2月29日                         | B面                                    | 海岸線                                              | 松本隆                                 | 筒美京平                               | 船山基紀                               | 8位                                    | 7PL-150                                |
| 18th                                   | 1984年 5月30日                         | A面                                    | 悪戯NIGHT DOLL                                      | 銀色夏生                               | 筒美京平                               | 船山基紀                               | 10位                                   | 7PL-158                                |
| 18th                                   | 1984年 5月30日                         | B面                                    | 渚で瞳にアイ ラブ ユウ                              | 銀色夏生                               | 筒美京平                               | 戸塚修                                 | 10位                                   | 7PL-158                                |
| 19th                                   | 1984年 9月5日                          | A面                                    | 最愛                                                | 中島みゆき                             | 中島みゆき                             | 倉田信雄                               | 8位                                    | 7PL-166                                |
| 19th                                   | 1984年 9月5日                          | B面                                    | やさしい女                                          | 中島みゆき                             | 中島みゆき                             | 飛沢宏元                               | 8位                                    | 7PL-166                                |
| 20th                                   | 1985年 1月9日                          | A面                                    | ロンリー・カナリア                                  | 中島みゆき                             | 中島みゆき                             | 梅垣達志                               | 9位                                    | 7PL-181                                |
| 20th                                   | 1985年 1月9日                          | B面                                    | 乳白色のプリズム                                    | 島武実                                 | 宇崎竜童                               | 馬飼野康二                             | 9位                                    | 7PL-181                                |
| 21st                                   | 1985年 4月3日                          | A面                                    | 待ちくたびれてヨコハマ                              | 荒木とよひさ                           | 三木たかし                             | 若草恵                                 | 9位                                    | 7PL-189                                |
| 21st                                   | 1985年 4月3日                          | B面                                    | 時間を下さい                                        | 荒木とよひさ                           | 三木たかし                             | 若草恵                                 | 9位                                    | 7PL-189                                |
| 22nd                                   | 1985年 7月3日                          | A面                                    | 太陽は知っている                                    | 松井五郎                               | 松尾一彦                               | 渡辺博也                               | 10位                                   | 7PL-199                                |
| 22nd                                   | 1985年 7月3日                          | B面                                    | Gmのバラード                                        | 原田哲郎                               | 三木たかし                             | 戸塚修                                 | 10位                                   | 7PL-199                                |
| 23rd                                   | 1985年 9月11日 10月5日 (別ジャケット)  | A面                                    | し・の・び・愛                                      | 高見沢俊彦                             | 高見沢俊彦                             | 船山基紀                               | 9位                                    | 7PL-205                                |
| 23rd                                   | 1985年 9月11日 10月5日 (別ジャケット)  | B面                                    | ハリウッド・ロマンス                                | 高見沢俊彦                             | 高見沢俊彦                             | 船山基紀                               | 9位                                    | 7PL-205                                |
| 24th                                   | 1986年 1月1日                          | A面                                    | 春ごころ                                            | 五輪真弓                               | 五輪真弓                               | 萩田光雄                               | 10位                                   | 7PL-216                                |
| 24th                                   | 1986年 1月1日                          | B面                                    | 二杯目からのはじまり                                | 五輪真弓                               | 五輪真弓                               | 萩田光雄                               | 10位                                   | 7PL-216                                |
| 25th                                   | 1986年 5月11日                         | A面                                    | 花嫁になる朝                                        | 茜まさお                               | 平尾昌晃                               | 竜崎孝路                               | 18位                                   | 7PL-225                                |
| 25th                                   | 1986年 5月11日                         | B面                                    | 古都の恋めぐり                                      | 茜まさお                               | 平尾昌晃                               | 竜崎孝路                               | 18位                                   | 7PL-225                                |
| 26th                                   | 1986年 7月30日                         | A面                                    | 女ともだち                                          | 川村真澄                               | 筒美京平                               | 船山基紀                               | 14位                                   | 7PL-230                                |
| 26th                                   | 1986年 7月30日                         | B面                                    | イチヂクは木の下で                                  | 川村真澄                               | 筒美京平                               | 船山基紀                               | 14位                                   | 7PL-230                                |
| 27th                                   | 1987年 1月1日                          | A面                                    | 途中下車                                            | 佐藤順英                               | 花岡優平                               | 奥慶一                                 | 46位                                   | 7PL-238                                |
| 27th                                   | 1987年 1月1日                          | B面                                    | かすみ草                                            | メアリィ中村                           | 深沢桂子                               | 石川鷹彦                               | 46位                                   | 7PL-238                                |
| 東芝EMI                                |                                        |                                        |                                                     |                                        |                                        |                                        |                                        |                                        |
| 28th                                   | 1987年 5月1日                          | A面                                    | A・r・i・e・s                                       | 阿久悠                                 | 林哲司                                 | 船山基紀                               | 13位                                   | WTP-17960                              |
| 28th                                   | 1987年 5月1日                          | B面                                    | 私のすべて                                          | 阿久悠                                 | 林哲司                                 | 船山基紀                               | 13位                                   | WTP-17960                              |
| 29th                                   | 1987年 10月26日                        | A面                                    | 冬の孔雀                                            | 阿久悠                                 | 三木たかし                             | 若草恵                                 | 67位                                   | RT07-2013                              |
| 29th                                   | 1987年 10月26日                        | B面                                    | 他人                                                | 阿久悠                                 | 三木たかし                             | 若草恵                                 | 67位                                   | RT07-2013                              |
| 30th                                   | 1988年 5月11日                         | A面                                    | 黄昏のダイアリー                                    | 荒木とよひさ                           | 堀内孝雄                               | 萩田光雄                               | 79位                                   | RT07-2084                              |
| 30th                                   | 1988年 5月11日                         | B面                                    | 青春譜                                              | 荒木とよひさ                           | 堀内孝雄                               | 萩田光雄                               | 79位                                   | RT07-2084                              |
| 31st                                   | 1988年 12月4日                         | A面                                    | 愛しただけよ                                        | 浜口庫之助                             | 浜口庫之助                             | 竜崎孝路                               | 139位                                  | RT07-2228                              |
| 31st                                   | 1988年 12月4日                         | B面                                    | ゆめいろクラブ                                      | 中山大三郎                             | 浜口庫之助                             | 鷺巣詩郎                               | 139位                                  | RT07-2228                              |
| 32nd                                   | 1989年 2月22日                         | A面                                    | 化石の森                                            | 荒木とよひさ                           | 筒美京平                               | 武部聡志                               | 27位                                   | RT07-2316                              |
| 32nd                                   | 1989年 2月22日                         | B面                                    | 4月の手紙                                           | 三浦徳子                               | 松田良                                 | 戸塚修                                 | 27位                                   | RT07-2316                              |
| 33rd                                   | 1989年 12月6日                         | 01                                     | あなたならどうする                                  | なかにし礼                             | 筒美京平                               | 戸塚修                                 | 184位                                  | TODT-2453                              |
| 33rd                                   | 1989年 12月6日                         | 02                                     | 愛しただけよ                                        | 浜口庫之助                             | 浜口庫之助                             | 竜崎孝路                               | 184位                                  | TODT-2453                              |
| フリーボード                           |                                        |                                        |                                                     |                                        |                                        |                                        |                                        |                                        |
| 34th                                   | 2006年 5月24日                         | 01                                     | MaMa                                                | 芳恵                                   | 仁美                                   | 薫                                     | 173位                                  | FBCM-47                                |
| 34th                                   | 2006年 5月24日                         | 02                                     | みえない翼                                          | 芳恵                                   | 仁美                                   | 薫                                     | 173位                                  | FBCM-47                                |
| 35th                                   | 2008年 1月9日                          | 01                                     | くちづけに願いを                                    | 芳恵                                   | 萩仁美                                 | 萩仁美                                 |                                        | FBCM-66                                |
| 35th                                   | 2008年 1月9日                          | 02                                     | 桜の木の下で                                        | 芳恵                                   | 樫原伸彦                               | 樫原伸彦                               |                                        | FBCM-66                                |
| 36th                                   | 2020年 6月1日                          | 01                                     | KU・ZU 〜ワタシの彼〜                               | 芳恵                                   | 国安修二                               | 佐々木章                               | 172位                                  | FBCM-241                               |
| 36th                                   | 2020年 6月1日                          | 02                                     | A・RU・KU 〜愛してる人にちゃんと愛を伝えてますか?〜 | 芳恵                                   | 国安修二                               | 佐々木章                               | 172位                                  | FBCM-241                               |

### 企画シングル
| 枚                                     | 発売日                                 | タイトル                               | c/w                                    | オリコン最高位                         | 公称売上                               |
| フィリップス・レコード 柏原よしえ 名義 | フィリップス・レコード 柏原よしえ 名義 | フィリップス・レコード 柏原よしえ 名義 | フィリップス・レコード 柏原よしえ 名義 | フィリップス・レコード 柏原よしえ 名義 | フィリップス・レコード 柏原よしえ 名義 |
| -------------------------------------- | -------------------------------------- | -------------------------------------- | -------------------------------------- | -------------------------------------- | -------------------------------------- |
| 1st                                    | 1982年7月10日                          | しあわせ音頭                           | 恋人よ帰れ                             | 70位                                   | 5万枚                                  |
| 2nd                                    | 1982年11月5日                          | よしえのクリスマス                     | -                                      | 88位                                   | 5万枚                                  |

## アルバム

### オリジナル・アルバム
| 枚                                     | 発売日                                 | タイトル                               | オリコン最高位                         | 公称売上                               |
| フィリップス・レコード 柏原よしえ 名義 | フィリップス・レコード 柏原よしえ 名義 | フィリップス・レコード 柏原よしえ 名義 | フィリップス・レコード 柏原よしえ 名義 | フィリップス・レコード 柏原よしえ 名義 |
| -------------------------------------- | -------------------------------------- | -------------------------------------- | -------------------------------------- | -------------------------------------- |
| 1st                                    | 1980年12月10日                         | How To Love                            | LP48位                                 | 5万枚                                  |
| 2nd                                    | 1981年8月13日                          | Lovely Songs                           | LP25位                                 | 8万枚                                  |
| 3rd                                    | 1981年12月15日                         | ハロー・グッバイ                       | LP22位                                 | 22万枚                                 |
| 4th                                    | 1982年6月8日                           | サマー・センセイション                 | LP15位                                 | 15万枚                                 |
| フィリップス・レコード 柏原芳恵 名義   |                                        |                                        |                                        |                                        |
| 5th                                    | 1982年11月25日                         | セブンティーン                         | LP17位                                 | 16万枚                                 |
| 6th                                    | 1983年2月10日                          | 春なのに                               | LP4位                                  | 32万枚                                 |
| 7th                                    | 1983年7月30日                          | 夢模様                                 | LP16位                                 | 15万枚                                 |
| 8th                                    | 1983年11月23日                         | TINY MEMORY                            | LP20位                                 |                                        |
| 9th                                    | 1984年4月25日                          | LUSTER                                 | LP22位                                 |                                        |
| 10th                                   | 1984年10月25日                         | 最愛                                   | LP18位                                 |                                        |
| 11th                                   | 1985年6月1日                           | 待ちくたびれてヨコハマ                 | LP33位                                 |                                        |
| 12th                                   | 1985年10月5日                          | し・の・び・愛                         | LP17位                                 |                                        |
| 13th                                   | 1986年7月7日                           | 二十才のスーブニール                   | LP55位                                 |                                        |
| 14th                                   | 1986年10月15日                         | ハイヒールを脱ぎすてた女               | LP47位                                 |                                        |
|                                        | 東芝EMI / EASTWORLD                    |                                        |                                        |                                        |
| 15th                                   | 1987年7月6日                           | A・r・i・e・s                          | LP37位、カセット34位、CD67位           |                                        |
| 16th                                   | 1987年12月5日                          | 愛愁                                   |                                        |                                        |
| 17th                                   | 1988年7月6日                           | Lover's Sunset                         |                                        |                                        |
| 18th                                   | 1989年5月10日                          | YES, I LOVE YOU 〜運命を超えて〜       |                                        |                                        |
| フリーボード                           |                                        |                                        |                                        |                                        |
| 19th                                   | 2005年6月22日                          | あなただけ・・・・                     |                                        |                                        |

### カバー・アルバム
| 枚           | 発売日        | タイトル     | オリコン最高位 |
| フリーボード | フリーボード  | フリーボード | フリーボード   |
| ------------ | ------------- | ------------ | -------------- |
| 1st          | 2007年1月11日 | アンコール   |                |
| 2nd          | 2010年5月26日 | アンコール2  |                |
| 3rd          | 2016年4月27日 | アンコール3  |                |

### ライブ・アルバム
| 枚                                     | 発売日                                 | タイトル                                    | オリコン最高位                         |
| フィリップス・レコード 柏原よしえ 名義 | フィリップス・レコード 柏原よしえ 名義 | フィリップス・レコード 柏原よしえ 名義      | フィリップス・レコード 柏原よしえ 名義 |
| -------------------------------------- | -------------------------------------- | ------------------------------------------- | -------------------------------------- |
| 1st                                    | 1981年5月5日                           | 第一章・ふれあい／柏原よしえ オン・ステージ | LP29位                                 |
| 2nd                                    | 1982年5月1日                           | よしえのLOVE LOVE CARNIVAL                  | LP20位                                 |
| フィリップス・レコード 柏原芳恵 名義   |                                        |                                             |                                        |
| 3rd                                    | 1986年11月25日                         | 柏原芳恵リサイタル お・ん・な 飛翔          |                                        |

### ベスト・アルバム
| 発売日                                 | タイトル                                              | 備考 | オリコン最高位                         |
| フィリップス・レコード 柏原よしえ 名義 | フィリップス・レコード 柏原よしえ 名義                | フィリップス・レコード 柏原よしえ 名義 | フィリップス・レコード 柏原よしえ 名義 |
| -------------------------------------- | ----------------------------------------------------- | --- | -------------------------------------- |
| 1981年10月25日                         | 柏原よしえベスト                                      | 初のベスト・アルバム。デビューシングルから6枚目のシングルまでのA・B面曲が全て収録されている。 | LP32位                                 |
| フィリップス・レコード 柏原芳恵 名義   |                                                       | |                                        |
| 1983年12月16日                         | ギャラリー                                            | カセット盤のみ「オー・シャンゼリゼ（未発表ライブ）」と「芳恵のハラハラ・ドキドキ・インタビュー」が収録されている。 | LP29位                                 |
| 1984年12月16日                         | モニュメント                                          | 未発表曲「木旺日の秋」と「いったりきたりセレナーデ」が収録されている。 | LP27位                                 |
| 1985年8月21日                          | 芳恵コンプリート15                                    | 「ハロー・グッバイ」から「待ちくたびれてヨコハマ」までのシングルA面15曲が収録されている。CDのみ発売。 |                                        |
| 1985年12月21日                         | 柏原芳恵 THE BEST                                     | デビューシングル「No.1」から「し・の・び・愛」までのシングルA面23曲が収録されている。LPは2枚組。 |                                        |
| 1986年2月5日                           | Merci!                                                | 7枚目のアルバム『夢模様』収録曲を中心に、シンガーソングライターからの提供曲が多数収録されている。 | LP33位                                 |
| 1986年12月21日                         | 柏原芳恵 ベスト・コレクション                         | 「春なのに」から「女ともだち」までのシングル曲を中心に、B面曲やアルバム曲からも選曲された全16曲を収録したベスト盤。 |                                        |
| 1989年8月15日                          | THE BEST 柏原芳恵                                     | |                                        |
| 1993年5月26日                          | NEW BEST 柏原芳恵                                     | |                                        |
| 東芝EMI / EASTWORLD                    |                                                       | |                                        |
| 1988年3月5日                           | ニュー・ベストナウ 柏原芳恵                           | |                                        |
| 1989年7月5日                           | TOMORROW〜柏原芳恵 BEST SELECTION                     | 東芝EMIから発売された「A・r・i・e・s」から「化石の森」までの5枚のシングルA・B面曲に、大ヒット曲「ハロー・グッバイ」と「春なのに」を加えた12曲を収録したベスト・アルバム。                                                   |                                        |
| 1989年8月23日                          | FALL IN LOVE 柏原芳恵 BEST SELECTION II               | |                                        |
| キティMME                              |                                                       | |                                        |
| 2001年12月19日                         | スーパー・バリュー 柏原芳恵                           | |                                        |
| ユニバーサルミュージック               |                                                       | |                                        |
| 2003年11月26日                         | GOLDEN☆BEST 柏原芳恵                                  | | 163位                                  |
| 2005年6月29日                          | CD & DVD THE BEST YOSHIE セレクト BEST 20             | 公式ベスト・アルバム |                                        |
| 2006年1月18日                          | プライム・セレクション 柏原芳恵                       | |                                        |
| 2009年3月18日                          | ザ・プレミアム・ベスト 柏原芳恵                       | 公認ベスト・アルバム |                                        |
| EMIミュージック・ジャパン / EASTWORLD  |                                                       | |                                        |
| 2011年11月23日                         | ゴールデン☆ベスト 柏原芳恵 EMI YEARS                  | |                                        |
| フリーボード                           |                                                       | |                                        |
| 2018年4月25日                          | 芳恵 詩集                                             | 公式ベストミニアルバム |                                        |
| ユニバーサルミュージック               |                                                       | |                                        |
| 2025年6月25日                          | ～ 45th Anniversary ～ YOSHIE SELECTION ALL TIME BEST | フィリップス 、EMI時代に加え、現所属フリーボードからリリースされた全レーベルの楽曲の中から柏原芳恵自ら選曲した初のALL TIME BEST盤。初回限定盤Blu-rayには2024年11月に行われた「A・RU・KU」シリーズの第四弾コンサートが収録。 | 50位                                   |

### CD-BOX
| 発売日                   | タイトル                                                | 備考                     | オリコン最高位           |
| ユニバーサルミュージック | ユニバーサルミュージック                                | ユニバーサルミュージック | ユニバーサルミュージック |
| ------------------------ | ------------------------------------------------------- | ------------------------ | ------------------------ |
| 2004年3月10日            | 柏原芳恵 プレミアムBOX                                  |                          |                          |
| 2005年6月29日            | 柏原芳恵25周年記念BOX 〜25TH ANNIVERSARY COMPLETE ALBUM |                          |                          |
| 2010年3月24日            | 30th Anniversary シングル・コレクション                 |                          |                          |
| 2010年7月21日            | Live & Rarities CD+DVD BOX                              |                          |                          |

### 企画アルバム
| 発売日                   | タイトル                  | 備考                                                                          | オリコン最高位           |
| ユニバーサルミュージック | ユニバーサルミュージック  | ユニバーサルミュージック                                                      | ユニバーサルミュージック |
| ------------------------ | ------------------------- | ----------------------------------------------------------------------------- | ------------------------ |
| 2013年11月13日           | ハロー・グッバイ+春なのに | 3rdアルバム『ハロー・グッバイ』と6thアルバム『春なのに』が2枚組になっている。 |                          |

### タイアップ曲
| 年     | 楽曲               | タイアップ                                                              |
| ------ | ------------------ | ----------------------------------------------------------------------- |
| 1980年 | 第二章・くちづけ   | 興和『コルゲントローチ』CMソング                                        |
| 1981年 | めらんこりい白書   | セカイチョー『パンサー』CMソング                                        |
| 1981年 | ハロー・グッバイ   | 興和『コルゲントローチ』CMソング                                        |
| 1984年 | プリンセス・ギャル | フジテレビ月曜ドラマランド『なんか妖かい!?』主題歌                      |
| 1984年 | 悪戯NIGHT DOLL     | フジテレビ月曜ドラマランド『なんか妖かい!?』挿入歌                      |
| 1984年 | エトランゼ         | フジテレビ月曜ドラマランド『なんか妖かい!?』挿入歌                      |
| 1985年 | 春なのに           | 日本テレビ系『太陽にほえろ!』第639話挿入歌                              |
| 1985年 | 太陽は知っている   | 松竹映画『俺ら東京さ行ぐだ』挿入歌                                      |
| 1986年 | 春ごころ           | 日本郵政『キャッシュカード』CMソング                                    |
| 1986年 | 春ごころ           | テレビ朝日系月曜ワイド劇場『美人母娘3人、ああ華麗なる結婚サギ』EDテーマ |
| 1986年 | 女ともだち         | TBSテレビ金曜ドラマ『女ともだち』主題歌                                 |
| 1987年 | A・r・i・e・s      | フジテレビ系ドラマ『アリエスの乙女たち』主題歌                          |
| 1988年 | 黄昏のダイアリー   | 東芝『ネオボール』CMソング                                              |
| 1989年 | 化石の森           | 日本テレビ系『火曜サスペンス劇場』主題歌                                |
| 1989年 | あなたならどうする | フジテレビ系ドラマ『LUCKY! 天使、都へ行く』挿入歌                       |
| 1989年 | DESTINATION        | TBSドラマ23「漫画チックに踊ろうよ」EDテーマ                             |
| 1992年 | DESTINATION        | テレビ朝日系土曜ワイド劇場『かえ玉結婚式殺人事件』EDテーマ              |
| 2005年 | ハロー・グッバイ   | BS-TBS恋する日曜日（セカンドシリーズ）『ハロー・グッバイ』主題歌        |
| 2022年 | A・RU・KU          | BS日テレ令和歌謡塾内CM『柏原芳恵Live2022 〜A・RU・KU 第二章〜』         |
| 2024年 | A・RU・KU          | J:COMテレビ『93歳：ここに生きる〜広島発、福島経由、未来行き〜』主題歌   |

## 映像作品

### ライブ
| 枚                       | 発売日           | タイトル                                               | オリコン最高位      |
| 日本フォノグラム         | 日本フォノグラム | 日本フォノグラム                                       | 日本フォノグラム    |
| ------------------------ | ---------------- | ------------------------------------------------------ | ------------------- |
| 1st                      | 1983年7月        | シャワー                                               |                     |
| 東宝                     |                  |                                                        |                     |
| 2nd                      | 1987年2月21日    | デビュー7周年記念 柏原芳恵リサイタル -お・ん・な 飛翔- |                     |
| ユニバーサルミュージック |                  |                                                        |                     |
| 3rd                      | 2004年6月23日    | Yoshie Memorial                                        |                     |
| 4th                      | 2022年11月2日    | 柏原芳恵 NHK プレミアムコレクション（3枚組）[DVD]      | 13位（デイリー5位） |
| 5th                      | 2025年5月28日    | Yoshie Memorial（限定版）[DVD]                         | 10位                |

### PV集
| 枚               | 発売日           | タイトル                         |
| 日本フォノグラム | 日本フォノグラム | 日本フォノグラム                 |
| ---------------- | ---------------- | -------------------------------- |
| 1st              | 1985年1月        | ロンリー・カナリア               |
| 2nd              | 1986年10月       | しなやかな夜をはさんだビスケット |

### イメージビデオ
| 枚   | 発売日         | タイトル                              | 発売元                     |
| ---- | -------------- | ------------------------------------- | -------------------------- |
| 1st  | 1983年6月      | 眩しさの、17歳。 Part1                | 愛宕書房                   |
| 2nd  | 1983年6月      | 眩しさの、17歳。 Part2                | 愛宕書房                   |
| 3rd  | 1989年7月12日  | YOSHIE KASHIWABARA in LA              | ART TENDER                 |
| 4th  | 1989年7月21日  | 乳白の街                              | SEXA VISION                |
| 5th  | 1990年         | スキャンダルは美しい                  | パワースポーツ企画販売     |
| 6th  | 1990年9月5日   | 柏原芳恵 in ギリシャ ヴィーナスの衝撃 | FIVE STAR                  |
| 7th  | 1990年11月17日 | 背徳のマドンナ                        | 大陸書房                   |
| 8th  | 1991年6月22日  | 幻惑の女神                            | 大陸書房                   |
| 9th  | 1991年7月21日  | 今度は全部見せちゃった                | ヴェスコインターナショナル |
| 10th | 1992年         | 艶dless                               | 英知出版                   |
| 11th | 1993年1月8日   | 引き裂かれたDカップ                   | 笠倉出版社                 |
| 12th | 1993年6月18日  | デジャヴ                              | 大陸書房                   |
| 13th | 1994年6月3日   | 胸いっぱいの誘惑                      | マクザム                   |
| 14th | 2002年12月18日 | Face                                  | バウハウス                 |

## 写真集
- 近代映画増刊 柏原よしえ特集号 YOSHIE SPECIAL よしえの16歳これ一冊に（1981年12月、近代映画社）
- 映画ファン臨時増刊 柏原よしえ写真集 '82新春 PART2（1981年12月31日、愛宕書房、撮影：野村誠一）
- 柏原よしえ写真集 PART3 (映画ファン臨時増刊)（1982年7月29日、愛宕書房、撮影：小杉博）
- 柏原芳恵 デビュー3周年記念写真集 YOSHIE SUPER MAGAZINE (デラックス映画ファン特別編集)（1983年7月31日、愛宕書房、撮影：小杉博）
- 柏原芳恵 眩しさの、17歳。（1983年9月、愛宕書房、撮影：河合肇）
- 「柏原芳恵写真集 YOSHIE」別冊スコラ33（1986年10月、スコラ、撮影：横木安良夫）
- 柏原芳恵 デビュー10周年記念写真集（1989年8月1日、近代映画社、撮影：T.ENDO）
- 柏原芳恵写真集 (BIG MAN SERIES)（1990年1月1日、ビックマン、撮影：大森雄作）
- Sensation―柏原芳恵写真集（1990年8月1日、スコラ、撮影：大森雄作）
- 柏原芳恵写真集 燃えてふたたび（1990年11月、大陸書房、撮影：大森雄作）
- 風と遊んでいる。―柏原芳恵写真集 (BIC MAN SERIES) （1991年5月1日、ビックマン、撮影：大森雄作）
- 危険な香り「眩惑のアフロディーテ」―柏原芳恵写真集（1991年5月1日、大陸書房、撮影：大森雄作）
- 柏原芳恵写真集 恋愛遊戯（1991年11月7日、大陸書房、撮影：大森雄作）
- Sacrifice―柏原芳恵写真集（1992年7月1日、大陸書房、撮影：佐藤健）
- 柏原芳恵写真集 時の愛撫 （1995年10月1日、竹書房、撮影：佐藤健）
- Session―柏原芳恵写真集（1998年9月1日、バウハウス、撮影：佐藤健）
- プレミアム：柏原芳恵写真集（1998年9月1日、つがる出版）
- Keneke 撮影『柏原芳恵二十周年記念写真集 : 艶dless』バウハウス、2000年1月31日。
- 柏原芳恵 写真集 「memory of fantasy」/熱写・西暦2000年突破記念（2000年、有楽町出版、撮影：山岸伸）
- Face（2002年4月1日、バウハウス、撮影：佐藤健）
- 101% 柏原芳恵写真集（2003年9月22日、音楽専科社、撮影：柏原芳恵）
- Zutto×2―柏原芳恵写真集（2005年7月1日、リイド社、撮影：芳恵）
- 柏原芳恵写真集 Buono! (艶写文庫)（2012年11月26日、竹書房、撮影：佐藤健）
- YOSHIE MODE（2017年7月21日、徳間書店、撮影：佐藤健）ISBN 978-4198644406

## 出演

### NHK紅白歌合戦出場歴
| 年度/放送回               | 回 | 曲目           | 出演順 | 対戦相手 | 備考                                                 |
| ------------------------- | -- | -------------- | ------ | -------- | ---------------------------------------------------- |
| 1983年（昭和58年）/第34回 | 初 | 春なのに       | 02/21  | 野口五郎 | ミニスカートからロングドレスへの早変わり衣装で初出場 |
| 1985年（昭和60年）/第36回 | 2  | し・の・び・愛 | 05/20  | C-C-B    | 自らデザインした衣装で2年ぶりの復帰出場              |

注意点
- 出演順は「出演順/出場者数」で表す。

### CM
- 日本コカ・コーラ：ファンタ[146]
- 森永製菓
  - キスカップ
  - ハイソフト
  - アイスバーガー
  - チョコモナカアイス
  - つくんこ
  - ハイクラウンチョコレート
- 明星食品
  - うまかめん
  - じゃんぼ
- サンヨー食品：サッポロ一番みそラーメン[147]
- ライオン
  - バネットライオン
  - ロングバネットライオン
  - エメロン石鹸[148]
- 興和
  - コルゲントローチ
  - ウナコーワ
  - ウナゼリー[149]
- 佐藤製薬：サトラックス
- 旺文社
  - 中一時代
  - ハイトップ
- 日本郵政：キャッシュカード[150]
- 丸昌：振袖
- フォンテーヌ：ウィッグ[151]
- 平安殿：ウエディングプラザ
- 東洋ゴム工業：ソフラン
- 世界長ユニオン：パンサー
- 芙蓉ハウジング：不動産事業
- 東芝：ネオボール

### 連続ドラマ
- 土曜グランド劇場（日本テレビ）
  - キッド（1981年9月5日 - 1982年3月27日） - 平野マリ 役
- ピンキーパンチ大逆転（1982年4月1日 - 9月30日、TBSテレビ） - 主演・ロリータ星の戦士・よしえ 役[152]
- フジ三太郎 第10話（1982年12月23日、テレビ朝日）※ゲスト出演
- 野々村病院物語II（1982年11月2日 - 1983年5月3日、TBSテレビ） - 野々村梨花 役[153]
- 大河ドラマ（NHK総合）
  - 山河燃ゆ（1984年1月8日 - 12月23日） - 天羽春子 役
- うちの子にかぎって…2 第9話（1985年7月、TBSテレビ） - 柏原芳恵（本人）役
- 遠山の金さん 第2シリーズ ※高橋英樹版（テレビ朝日）
  - 第11話「女の斗い 守ってみせます晴舞台!」（1986年1月7日） - お京 役
- 金曜ドラマ（TBSテレビ）
  - 女ともだち（1986年7月11日 - 9月26日） - 田川容子 役
- ドラマ23（TBSテレビ）
  - モト子せんせいの場合（1988年3月28日 - 31日、全4回） - 主演・樹山モト子 役[154]
  - 漫画チックに踊ろうよ（1989年5月8日 - 11日、全4回） - 主演・白鳥涼子 役[155]
- 水戸黄門 第19部（TBSテレビ）
  - 第18話「盗まれた御印篭 -大聖寺-」（1990年1月29日） - 白狐のお鈴 役
- 暴れん坊将軍III（テレビ朝日）
  - 第97話「将軍琉球へ渡る、天下分け目の決闘!」500回記念スペシャル（1990年2月3日） - 留美 役
- 新・三匹が斬る!（テレビ朝日）
  - 第1話（SP）「懸賞首、三つ揃って夢道中」（1992年7月9日） - お紺 役
  - 第20話「越後路は、水燃え人燃え怨み節」（1993年2月11日） - お夏 役

### 単発ドラマ
- 新春ワイド時代劇（テレビ東京）
  - 竜馬がゆく（1982年1月2日） - さち 役
- ザ・サスペンス（TBSテレビ）
  - 遠きに目ありて -未亡人殺人事件-（1982年5月8日） - 真名部警部の妹 役
- テレビ東京開局20年記念特別企画 走れ青春42.195キロ 涙と汗のマラソン野郎（1984年4月11日、テレビ東京）[156]
- 月曜ドラマランド（フジテレビ）
  - なんか妖かい!?（1984年7月30日） - 主演・黒髪ミル 役[157]
- 日立テレビシティ（TBSテレビ）
  - 昭和ラプソディ（1985年2月23日・3月2日）
- 木曜ドラマストリート（フジテレビ）
  - 復讐はワイングラスに浮かぶ（1985年11月14日） - 主演・洋子 役[158]
- 日曜劇場（TBSテレビ）
  - 誰かが来るまで（1986年7月6日） - 主演
  - 芸者と第九交響曲（1987年1月25日）
- 月曜ワイド劇場（テレビ朝日）
  - 美人母娘3人、ああ華麗なる結婚サギ（1986年1月27日） - 主演・川原千秋 役[159]
  - 美人母娘3人、ああ華麗なる結婚サギII（1986年9月1日） - 主演・川原千秋 役[160]
  - 美人母娘3人、ああ華麗なる結婚サギ（1987年11月12日・19日） - 主演・川原千秋 役[161]
- 水曜ドラマスペシャル（TBSテレビ）
  - みちのくハネムーン殺人事件（1987年8月5日） - 主演・山田新子 役[162]
- 火曜サスペンス劇場（日本テレビ）
  - 髪（ヘアー）（1987年3月17日） - 主演・野中紅子 役[163]
  - 味のふるさとミステリー紀行（1987年11月24日） - 主演・美紀 役[164][165][166]
  - 津軽海峡 - 殺しの双曲線（1988年3月15日） - 主演・笹谷美緒 役[167]
  - ジューンブライド・ママ（1988年6月14日） - 主演・佐原香織 役
- 花王名人劇場（関西テレビ）
  - 志功の青春記より 夢を彫る男2（1989年5月14日） - 片岡鶴太郎とのW主演
- 火曜スーパーワイド（テレビ朝日）
  - 国際線スチュワーデス3人旅 シンガポール－香港珍道中!（1989年1月10日） - 主演・真紀 役
  - 国際線スチュワーデス3人旅II シンガポール－マレーシア珍道中!（1989年11月28日） - 主演・真紀 役
  - 24歳おんなだけの露天風呂 木曽路－高山祭り－奥飛騨温泉－雪の穂高（1990年3月6日） - 主演・吉村理絵 役[168]
- 妖艶時代劇スペシャル 女忍かげろう組（1990年4月7日、日本テレビ） - 胡蝶 役
- 世にも奇妙な物語（フジテレビ）
  - 半分こ（1990年7月12日） - 主演・北沢英子 役[169]
- 火曜ミステリー劇場（テレビ朝日）
  - 狙われた花嫁（1990年10月23日） -  主演・立美 役
- 痛快時代劇スペシャル 勢揃い清水一家 次郎長売り出す（1992年9月29日、日本テレビ）
- 土曜ワイド劇場（テレビ朝日）
  - ビキニライン殺人事件（1988年9月24日） - 主演・谷典子 役
  - 火の国殺人行（1989年10月28日） - 主演・早瀬奈々 役[170]
  - 知床旅情殺人事件（1990年1月27日） - 主演・北代悠子 役
  - 瀬戸内海深夜航路の女（1990年5月12日） - 主演・水野沙樹子 役
  - 京都・天の橋立殺人事件（1992年1月25日） - 主演・町村佐知子 役
  - かえ玉結婚式殺人事件（1992年2月15日） - 主演・影山純 役
  - 博多発10時43分長崎本線の女（1992年7月25日） - 主演・深山英恵 役
  - 京都－飛鳥路の旅殺人事件（1992年11月14日） - 主演・中川亜矢子 役[171]

### 映画
- 必殺! ブラウン館の怪物たち（1985年、松竹） - 百地お千 役
- 俺ら東京さ行ぐだ（1985年、松竹） - 里中伸子 役
- ビー・バップ・ハイスクール 高校与太郎狂騒曲（1987年、東映） - 浅野まゆみ 役
- 青い山脈'88（1988年、松竹） - 主演・島崎雪子 役
- メイプル・オン・ファイヤー（1991年、香港・日本合作） - 主演

### 吹き替え
- リトル・ダーリング（1984年3月17日、ゴールデン洋画劇場） - フェリス・ホイットニー（テイタム・オニール）役

### 音楽番組・バラエティー番組・その他
- ザ・ベストテン（TBSテレビ）
- NTV紅白歌のベストテン（日本テレビ）
- ザ・トップテン（日本テレビ）[172]
- ザ・ベストヒット'83（テレビ朝日）[173]
- ミュージックステーション（テレビ朝日）
- ミュージックフェア（フジテレビ）[174]
- 夜のヒットスタジオ（フジテレビ）
  - 夜のヒットスタジオDELUXE
  - 夜のヒットスタジオSUPER
- レッツゴーヤング（NHK総合）[175]
- ヤングスタジオ101（NHK総合）[176]
- ヤンヤン歌うスタジオ（テレビ東京）
- ザ・ヤングベストテン（テレビ東京）
- レッツGOアイドル（テレビ東京）
- たのきん全力投球!（TBSテレビ）
- ザ・ヒットステージ（TBSテレビ）
- ロッテ 歌のアルバム（TBSテレビ）[177]
- 歌のグランドショー（テレビ朝日）
- 笑アップ歌謡大作戦（テレビ朝日）
- 歌謡ドッキリ大放送!!（テレビ朝日）[178][179]
- Do-Up歌謡テレビ（テレビ朝日）
- さんまのヒットマッチ（テレビ朝日）[180]
- 8時だョ!全員集合（TBSテレビ）[181]
- 加トちゃんケンちゃんごきげんテレビ（TBSテレビ）
- ドリフ大爆笑（フジテレビ）
- 新春かくし芸大会（フジテレビ）
- オールスター紅白水泳大会（フジテレビ）
- オールスター紅白大運動会（フジテレビ）
- オールスター雪の祭典（フジテレビ）
- オールスタースポーツの祭典（フジテレビ）
- オールスター家族対抗歌合戦（フジテレビ）
- ハナキンスタジオ（フジテレビ）
- カックラキン大放送!!（日本テレビ）
- 痛快なりゆき番組 風雲!たけし城（TBSテレビ）
- 演歌スペシャル（1982年2月8日、日本テレビ）
- 徹子の部屋（1982年3月29日、テレビ朝日）
- 料理天国（1982年10月9日、TBSテレビ）
- 第26回レコード祭歌謡大会（1982年11月2日、NHK総合）
- ドリフのクリスマスプレゼント（1982年12月23日、フジテレビ）
- オールスターマジック大賞（1983年7月25日・1984年2月21日・1985年4月23日、フジテレビ）
- 第16回 日本作詩大賞（1983年10月18日、NHK総合）
- 第27回レコード祭歌謡大会（1983年11月1日、NHK総合）
- 三枝の爆笑美女対談（1983年、1986年、関西テレビ）
- 笑っていいとも!テレフォンショッキング ※服部克久からの紹介（1984年3月23日、フジテレビ）
- 徹子の部屋（1984年3月28日、テレビ朝日）
- 第17回 日本作詩大賞（1984年10月23日、NHK総合）
- 第28回レコード祭歌謡大会（1984年11月6日、NHK総合）
- ヤングスペシャル ライブ・ザ・POP!（1985年10月16日、TBSテレビ）
- 合言葉は音楽気分!（1986年2月1日、TBSテレビ） - MCを岩崎宏美と共に務めた[182]
- 徹子の部屋（1986年4月2日、テレビ朝日）
- 歌のトップテン もうすぐトップテン「女ともだち」（1986年8月、日本テレビ）
- 歌謡びんびんハウス（1987年2月8日、1988年2月7日、1989年1月29日・3月3日ほか、テレビ朝日）
- NHK歌謡ステージ（1987年5月12日、NHK総合）
- 歌のトップテン もうすぐトップテン「A・r・i・e・s」（1987年5月11日、日本テレビ）
- さんまのまんま（1987年10月、フジテレビ）
- クイズダービー（1988年2月13日、TBSテレビ）
- クイズなっとく歴史館（1988年12月1日、フジテレビ）
- 大爆笑!テレビ30年夢のオールスター大集合 (生) スペシャル（1989年1月30日、テレビ朝日）
- 笑っていいとも!テレフォンショッキング（1989年2月20日、フジテレビ）
- 歌のトップテン 話題曲コーナー「化石の森」（1989年3月13日、日本テレビ）[183]
- ねるとん紅鯨団（1989年3月、関西テレビ）
- '89歌謡ゴールデン大賞・新人グランプリ（1989年9月19日、テレビ朝日） - 司会
- ひるのプレゼント 「にっぽんの抒情歌」（1990年3月7日 - 9日、NHK総合）
- 古関裕而記念音楽祭（1991年12月8日、NHK-BS2）
- スター誕生!同窓会（1993年12月2日、日本テレビ）
- ザ・ベストテン同窓会（1993年12月26日、TBSテレビ）
- ウォッチャー（1994年、TBSテレビ）
- 金曜テレビの星!（1994年12月30日、TBSテレビ）
- オールスター爆笑ものまね紅白歌合戦!!（1995年1月1日、フジテレビ）
- ヤンヤン歌うスタジオ同窓会（1995年4月16日、テレビ東京）
- THE夜もヒッパレ（1995年12月9日、日本テレビ）
- 山田邦子のしあわせにしてよ（1995年、1996年、1997年、TBSテレビ）
- ハッピーバースデー!（1998年2月1日、フジテレビ）
- 朝だ!生です旅サラダ（1999年、朝日放送）
- BS日本のうた（1999年8月6日 - 2014年3月9日、NHK BSプレミアム・NHKワールド・プレミアム）複数回出演
- サタ☆スマ アイドル復活企画（1999年10月16日、フジテレビ）
- 超豪華!史上最強!ものまねバトル大賞19（2000年3月23日、日本テレビ）
- うた世紀ベストテン（2000年5月8日、テレビ東京）
- 速報!歌の大辞テン（2000年5月31日、日本テレビ）
- めざましテレビ（2000年10月19日、フジテレビ）
- おしゃれ素肌トーク・美MODE（2001年5月2日、サンテレビジョン）
- はつらつスタジオ505（2001年7月18日、NHKラジオ第1放送）
- 第33回 思い出のメロディー（2001年8月11日、NHK総合・ラジオ第1）
- 速報!歌の大辞テン（2001年11月28日、日本テレビ）
- サタ☆スマSP（2002年1月5日、フジテレビ）
- レッツ!（2002年3月26日、日本テレビ）
- 超豪華!史上最強!ものまねバトル大賞25（2002年4月4日、日本テレビ）
- プライスバラエティ ナンボDEなんぼ（2002年4月19日、関西テレビ）
- あんたにグラッツェ!（2002年6月26日、日本テレビ）
- 金曜オンステージ -今夜は見せまっせ-（2002年6月28日、NHK総合）
- Matthew's Best Hit TV（2002年7月10日、テレビ朝日）
- 第34回 思い出のメロディー（2002年8月10日、NHK総合・ラジオ第1）
- 24時間テレビ 「愛は地球を救う」（2002年8月18日、日本テレビ）
- ウィーケストリンク☆一人勝ちの法則（2002年9月2日、フジテレビ）
- 穴ねのね（2002年9月5日、関西テレビ）
- 爆笑そっくりものまね紅白歌合戦スペシャル（2002年12月24日、フジテレビ）
- ザ・ベストテン2002（2002年12月30日、TBSテレビ）
- ときめきの青春ヒットパレード2003（2003年1月3日、テレビ東京）
- ライオンのごきげんよう（2003年1月30日 - 2月3日、フジテレビ）
- NHK歌謡コンサート「春、去りゆくあなたへ贈る歌」（2003年3月4日、NHK総合）
- ガンバレ！！女ばかりの人生立て直し！独り身 一生懸命スペシャル（2003年3月24日、フジテレビ）
- 爆笑そっくりものまね紅白歌合戦スペシャル（2003年4月1日、フジテレビ）
- 壮絶バトル!花の芸能界 男と女！悲憤慷慨の極（2003年4月10日、日本テレビ）
- 朝だ!生です旅サラダ（2003年4月19日、テレビ朝日）
- 虎の門（2003年5月3日、テレビ朝日）
- ペットと暮らす幸せ（2003年5月4日、NHK総合・NHK BShi）
- 決定!これが日本のベスト100〜泣ける名曲、時代を超えたリバイバルソング〜（2003年5月4日、テレビ朝日）
- スイスペ!「あなたの愛した胸キュンソング！」〜80年代最強ヒット夢の競演！！〜（2003年5月14日、テレビ朝日）
- ザ!情報ツウ（2003年6月17日、日本テレビ）
- 快傑えみちゃんねる（2003年9月8日、関西テレビ）
- ディスカバ!99（2003年9月24日、TBSテレビ）
- 愛のエプロン3（2003年11月22日・12月13日、テレビ朝日）
- 第36回 年忘れにっぽんの歌（2003年12月31日、テレビ東京）
- ロンロバ!全力投球!（2004年2月5日、TBSテレビ）
- メレンゲの気持ち 特別版!〜 石塚英彦の通りの達人（2004年2月7日、日本テレビ）
- ペット相談（2004年3月15日 - 19日、NHK BS2）
- ワイド!スクランブル（2004年3月17日、テレビ朝日）
- Under-CDTV（2004年5月21日、TBSテレビ）
- ペット大集合!ポチたま（2004年6月18日、テレビ東京）
- 第37回 年忘れにっぽんの歌（2004年12月31日、テレビ東京）
- ジャスト（2005年3月7日、TBSテレビ）
- 第11回 家族で選ぶにっぽんの歌（2005年3月19日、NHK総合）
- ザ!情報ツウ（2005年6月2日、日本テレビ）
- うたばん（2005年7月14日、TBSテレビ）
- 元祖!でぶや（2005年7月29日、テレビ東京）
- ミンナのテレビ（2005年9月14日、日本テレビ）
- 元祖!でぶや（2006年1月15日・22日、テレビ東京）
- 歌笑HOTヒット10（2006年2月12日、日本テレビ）
- トミーズのはらぺこ亭（2006年2月25日、関西テレビ）
- 徳光&コロッケの“名曲の時間です”「ユーミン&みゆきスペシャル」（2006年2月27日、テレビ東京）
- NHK歌謡コンサート「春 旅立ちに贈る歌」（2006年2月28日、NHK総合）
- 徳光&コロッケの“名曲の時間です”（2006年7月22日、テレビ東京）[184]
- 生放送 あなたが選ぶ思い出の紅白・感動の紅白 -第2部-（2006年12月29日、NHK BS2）
- いい旅・夢気分 3時間SP（2007年8月1日、テレビ東京）
- 朝だ!生です旅サラダ（2007年8月18日、朝日放送）
- 冬、夢の景色〜歌と笑いのスペシャルステージ〜（2008年2月11日、NHK総合）
- BSふれあいステージ 音楽の楽園（2008年2月27日、NHK BS2）
- NHKのど自慢（2008年4月20日、NHK総合・ラジオ第1）
- 土曜スペシャル「にっぽん列島・花めぐりの旅」（2008年6月28日、テレビ東京）
- 日曜ビッグバラエティ「夏の紅白!歌の祭典」（2008年8月10日、テレビ東京）
- あなたが聴きたい歌の4時間スペシャル（2008年10月7日、TBSテレビ）
- 快傑えみちゃんねる（2008年11月17日、関西テレビ）
- 新春スペシャル歌謡祭（2009年1月5日、テレビ東京）
- バラエティーニュース キミハ・ブレイク「みんなが好きな名曲物語」（2009年1月20日、TBSテレビ）
- NHK歌謡コンサート「ああ人生 旅立ちの歌」（2009年3月3日、NHK総合）
- おもいッきりDON!〜第2部〜（2009年4月10日、日本テレビ）
- 5時に夢中!（2009年7月31日、TOKYO MX1）
- 僕らの音楽 Our Music「放送200回記念コンサート」（2009年8月7日、フジテレビ）
- 日曜ビッグバラエティ「あの名曲を歌いたい!なりきり歌バトル!!」（2009年9月13日、テレビ東京）
- 新春スペシャル歌謡祭〜地球を歌で救えたら〜 ※待ちくたびれてヨコハマを歌唱（2010年1月5日、テレビ東京）
- 金曜バラエティー「いつまでもアイドル気分で！」（2010年3月5日、NHK総合）
- NHK歌謡コンサート「歌の花咲く 春らんまん」（2010年3月30日、NHK総合）
- 土曜スペシャル「山田邦子＆柏原芳恵の駿河湾の恵みを満喫！西伊豆 老舗温泉旅館」（2010年8月28日、テレビ東京）
- 週刊!健康カレンダー カラダのキモチ（2010年10月24日、TBSテレビ）
- 新春スペシャル歌謡祭 （2011年1月5日、テレビ東京）
- ミドリのドレミドリ（2011年2月15日、BSフジ）
- 爆笑そっくりものまね紅白歌合戦スペシャル「春満開スペシャル!」（2011年3月18日、フジテレビ）
- 歌の楽園（2011年3月27日、テレビ東京）
- お願い!ランキング（2011年4月21日、テレビ朝日）
- J-POP青春の'80（2011年9月8日、NHK BSプレミアム）
- 徹子の部屋（2011年10月24日、テレビ朝日）
- 大集合J-POP青春の'80（2012年3月30日、NHK BSプレミアム）
- オリジナル レッツゴーヤングコンサート2012トーク&ライブ（2013年1月12日、BSスカパー / 2月17日、歌謡ポップスチャンネル）[185][186][187]
- NHK歌謡コンサート「旅立つ季節に心の歌を」（2013年3月19日、NHK総合）
- THE MUSIC DAY 音楽のちから（2013年7月6日、日本テレビ）
- 開局50周年!テレビ東京“50人の証言” （2014年4月12日、テレビ東京）
- くにまるジャパン（2014年12月8日 - 12日、文化放送）
- クロスカヴァー・ソングショー #1・#2堀内孝雄×柏原芳恵〈前編・後編〉（2015年5月6日・13日、歌謡ポップスチャンネル）[188][189][190]※リピート放送あり
- ヤンヤン歌うスタジオ 復活コンサート（2015年12月13日、BSテレビ東京）
- マツコの知らない世界「卒業ソングの世界」（2016年2月23日、TBSテレビ）[191][192]
- 日曜バラエティー（2016年4月17日、NHKラジオ第1放送・NHKワールド・ラジオ日本）[193]
- ごちそうライフ2（2016年5月7日・14日・21日、チバテレ）
- 徹子の部屋（2016年12月12日、テレビ朝日）[194]
- 今夜くらべてみました トリオTHE華麗なる歌姫（2017年1月3日・10日、日本テレビ）[195]
- 今日は一日“失恋ソング”三昧（2017年3月20日、NHK-FM）
- うたコン「あなたへ贈る 卒業・旅立ち 名曲集」（2017年3月28日、NHK総合）
- CDTV春スペシャル卒業ソング音楽祭2017（2017年3月30日、TBSテレビ）
- 爆笑そっくりものまね紅白歌合戦スペシャル（2017年6月2日、フジテレビ）
- アナウンサーのディープな夜 中島みゆき 最も心に響く曲は?（2017年7月31日、NHKラジオ第1放送）
- 24時間テレビ「愛は地球を救う」（2017年8月26日、日本テレビ）
- 極上空間（2017年11月18日、BS朝日）
- 中居正広の金曜日のスマイルたちへ（2017年12月15日、TBSテレビ）
- 春は別れの季節…今日は一日“失恋ソング”三昧（2018年3月21日、NHK-FM）
- 夏木ゆたかのホッと歌謡曲（2018年4月19日、ラジオ日本）
- ノンストップ!「行きつけ教えます!」（2018年4月24日、フジテレビ）[196]
- 昭和歌謡ベストテン「旅立ちの名曲」（2018年4月26日、BS-TBS）[197]
- 昭和歌謡ベストテン「中島みゆき特集」（2018年9月6日、BS-TBS）[198]
- 金パラ〜長江健次のDARADAラジオ〜（2020年5月29日、エフエム世田谷）[199]
- ミュージック・モア（2020年7月3日、TOKYO MX1）[200]
- らじるラボ（2020年8月27日、NHKラジオ第1）
- 三沢あけみのお茶会・歌謡界（2020年12月30日、歌謡ポップスチャンネル・BS12TwellV）[201]
- 徳光和夫 とくモリ!歌謡サタデー「スター誕生!同窓会」（2021年12月18日、ニッポン放送）[202]
- 歌える！J-POP黄金のヒットパレード決定版（2022年2月26日、NHK BSプレミアム・NHK BS4K）
- 太川陽介のスナック歌謡界（2022年5月7日・14日、J:COMテレビ）
- おはよう!ニッポン全国消防団（2022年6月5日・12日・19日・26日、ニッポン放送）
- マツコの知らない世界「80年代アイドルSP」（2022年7月19日、TBSテレビ）[203]
- 80年代専門番組ときめき！レコード室どきっ（2022年10月7日、NBCラジオ）[204]
- ご当地サタデー♪特大号！（2022年12月17日、J:COMテレビ）[205]
- 柏原芳恵の喫茶☆歌謡界（2023年1月7日 - 、J:COMテレビ） - メインMC[19]
- 柏原芳恵「A・RU・KU 第二章 コンサート2022」（2023年1月21日・2月19日・5月6日・8月5日・10月28日・12月28日、歌謡ポップスチャンネル）[206][207]
- SATURDAY MAGNIFICENT CAMP（2023年9月16日、FM COCOLO）
- ミュージックフェア「ディズニー創立100周年名曲特集」（2023年10月14日、フジテレビ）
- 柏原芳恵・灯す〜焚火・キャンドルとアコースティック音楽のマリアージュ〜”焚火deライヴ”（2023年10月18日・23日、J:COMテレビ）
- 立川志らくの演芸図鑑（2023年10月29日・11月5日、NHK総合）[208][209][210]
- プレイバック日本歌手協会歌謡祭（2023年11月17日、BSテレビ東京）
- 80年代女性アイドルソング 柏原芳恵ベストテン（2023年12月28日、歌謡ポップスチャンネル）
- まさかの一丁目一番地（2023年12月30日、TBSテレビ）[211]
- 極上のはなし〜演芸図鑑スペシャル対談集〜（2023年12月31日、NHK総合）
- A・RU・KU 第三章 柏原芳恵 コンサート2023（2024年1月20日・5月4日、チャンネル銀河）[212]
- 柏原芳恵コンサート2023 in ふくしま 〜未来へA・RU・KU〜（2024年3月8日、J:COMテレビ）[213]
- 立川志らくの演芸図鑑（2024年3月17日・24日、NHK総合）
- 徹子の部屋（2024年7月1日、テレビ朝日）[214][215][216]
- 徹子の部屋（2024年7月13日、BS朝日）
- ラジオ深夜便 春風亭昇太のレコード道楽（2024年9月28日、NHKラジオ第1・FM）[217]
- ミュージックフェア「名作映画音楽特集」（2024年10月19日、フジテレビ）[218]
- 歌える！J－POP黄金のベストアルバム30M（2025年3月16日・19日・20日、NHK BSプレミアム・NHK BS4K）[219]
- TV初◆柏原芳恵コンサート2024 A・RU・KU 第四章（2025年4月19日・5月17日、チャンネル銀河）[220][221][222]
- ノンストップ!「柏原芳恵45周年ライブ密着！天皇陛下秘話」（2025年5月1日、フジテレビ）[223][224][225]
- 柏原芳恵コンサート2024 A・RU・KU 第四章（2025年5月11日・5月17日・5月24日、J:COMテレビ・J:COMプレミアチャンネル）[226]
- 森田健作 青春もぎたて朝一番!（2025年5月11日、NACK5）[227]
- 森田健作 青春の勲章は くじけない心（2025年5月12日、ニッポン放送）[228]
- 加藤裕介の横浜ポップJ（2025年6月9日、ラジオ日本）[229]
- 歌える！青春のベストソング（2025年6月22日、NHK BSプレミアム・NHK BS4K）

### ラジオ
- くり万・芳恵の学校ぐるみ放課後ベストテン（1981年11月8日 - 1985年6月30日、ニッポン放送）
- 塚たん・芳恵のランナウェイ!サウンドレポート（1982年5月3日 - 1983年4月29日、ニッポン放送）
- とびきりPOP! 愛の1・2・3（ニッポン放送）[1]
- 熱中スペース午前1時（1981年4月4日 - 1982年4月3日、MBSラジオ）- 土曜深夜 25:00〜25:30　大久保一久と共演）[1]
- 柏原芳恵の青春音楽館（ラジオ番組制作プロダクション制作）[1]
- 素敵にあなたと 柏原芳恵です（ラジオ番組制作プロダクション制作 茨城放送・福井放送・南海放送・熊本放送・宮崎放送・岩手放送・山陰放送・四国放送）
- 柏原芳恵のJumpin' Music（2004年10月 - 2023年12月、スバルプランニング制作 北日本放送・和歌山放送・四国放送・岐阜放送・茨城放送・西日本放送・KBS京都）[19]

### インターネット動画
- つか金フライデーDOUGA（2011年6月3日 - 9月1日配信、フジテレビ） - 無料動画サイト
- 未来へ“A･RU･KU”コンサート2023〜柏原芳恵の喫茶☆歌謡界〜こんなMC見たことない!?（2023年8月10日 - 8月17日配信）[230]

## ミュージカル・舞台・ディナーショー・コンサート
- 第一章・ふれあい／柏原よしえオン・ステージ（1981年、よみうりホール）[19]
- よしえのLOVE LOVE CARNIVAL〜柏原よしえコンサート’82〜（1982年、中野サンプラザホール）
- 第1回 芳恵ちゃん祭り（1982年、よみうりランドEAST）[19]
- 第2回 芳恵ちゃん祭り（1983年、よみうりランドEAST）
- 第3回 芳恵ちゃん祭り（1984年3月30日 - 4月2日、梅田コマ劇場）
- YOSHIEコンサート（1985年、香港クイーンエリザベス・スタジアム）[19]
- デビュー7周年記念 柏原芳恵リサイタル お・ん・な飛翔（1986年10月19日、東京厚生年金会館）
- トラップ一家物語（1988年 - 2000年、東京厚生年金会館など） - 主演・マリア 役[231]
- シグナスとレオ（1989年、池袋サンシャイン劇場） - 主演・シグナス 役
- ミュージカル・花・滝廉太郎（1990年、新神戸オリエンタル劇場・日本青年館ホール） - 主演
- エニシング・ゴーズ（1990年、近鉄劇場） - ホープ 役
- ノーセックスプリーズ（1990年）
- はいからさんが通る（1991年7月3日 - 28日、名鉄ホール） - 主演・花村紅緒 役
- 飛べ! 星のように（1993年）
- スーパーミュージカル「源氏物語」 作：紫式部、脚本・演出：村井秀安（1993年11月8日 - 12月16日、全国ツアー） -  葵の上 役
- マイ・フェア・レディ（1994年）
- 洪水の前（1995年）
- 雪之丞変化（1996年）
- 楽劇リコリス（1997年、リリアホール） - 主演
- 新歌舞伎座新春特別公演（1998年、新歌舞伎座）
- アイドル復活ライブ（1999年）
- ジョイフルコンサート（2000年8月10日、大阪厚生年金会館芸術ホール）
- クリスマスファミリーコンサート（2000年12月25日、川口総合文化センター）
- 次郎長外伝・恋女房お蝶（2001年1月3日 - 28日、新宿コマ劇場）
- 小林幸子特別公演（2001年5月1日 - 27日、博多座）
- 柏原芳恵ディナーショー（2001年8月19日、ホテルニューフロンティア）
- シニアライスポップスツアー（2002年 - 2012年、大阪厚生年金会館大ホールなど）[232]
- 特選立川志らくのピン〜ヨコハマパラダイス〜（2003年8月6日、横浜にぎわい座）
- 青春の歌謡ヒットパレード〜よみがえるロッテ歌のアルバムコンサート（2004年5月19日・20日、中野サンプラザホール）
- フジテレビ開局45周年記念お台場冒険王〜GIRL POP FACTORY エイティーズ（2004年8月12日）
- ワン・モア・ミラクル コンサート（2004年9月20日、那覇市民会館）
- 柏原芳恵バースディ・ライブ（2004年9月26日、原宿Blue Jay Way）
- フリーボード5周年メモリアルコンサート（2006年4月22日、ヤクルトホール）
- 第34回 日本歌手協会・歌謡祭（2007年10月4日、ゆうぽうとホール）
- タイムスリップ！昭和アイドル70's 〜あの頃の青春ポップス＆歌謡曲〜（2008年8月24日、中野サンプラザホール）
- 第35回 日本歌手協会・歌謡祭（2008年11月15日、新宿コマ劇場）
- 第5回フリーボードほっとこんさーと（2008年11月21日、ヤクルトホール）
- スター混声合唱団クリスマスチャリティーコンサート2008（2008年12月22日、府中の森芸術劇場）[233]
- スター混声合唱団公開リハーサル＆ミニコンサート（2009年3月1日、テレビ朝日多目的スペースUMU）
- スター混声合唱団トーク＆コンサート（2009年3月7日、ラブリーホール）
- 柏原芳恵LIVEショー（2009年4月4日、六本木ヒルズアリーナ）
- 柏原芳恵ディナーショー（2009年4月29日、はなやぎのやど ゆもとや）
- 柏原芳恵サマーディナー＆ショー2009（2009年8月5日、セレス所沢）
- 第36回 日本歌手協会・歌謡祭（2009年11月6日、ゆうぽうとホール）
- スター混声唱団クリスマスコンサートin横浜（2009年12月20日、大さん橋ホール）
- 柏原芳恵inコスモホール（2010年12月19日、コスモホール）
- タイムスリップ60's〜70's 同窓会コンサート 青春のヒットソングス（2010年 - 2014年、中野サンプラザホールなど）[234][235]
- ビビアン・チョウ25周年記念コンサート（2011年3月19日・20日、香港コロシアム）
- ねんりんピック2011熊本「音楽文化祭」 柏原芳恵コンサート（2011年10月16日、熊本市民会館大ホール）
- ROYAL 45th Anniversary presents〜柏原芳恵Christmas Dinner Show（2011年12月6日、ホテル函館ロイヤル シーサイド）
- 柏原芳恵のふりそそげ〜愛コンサート（2012年9月14日、會津風雅堂）
- レッツゴーヤングコンサート2012（2012年11月23日、NHKホール）
- わが青春のアイドル大集合 '70〜'80（2012年12月21日、新歌舞伎座）
- 柏原芳恵バレンタインディナーショー（2013年2月8日、シーモールパレス）
- 柏原芳恵オンステージ（2014年2月1 - 2日、京セラドーム大阪）[236]
- 柏原芳恵バレンタインディナーショー（2015年2月3日、グランドホテルニュー王子）
- 幸せ（ハッピー）コンサート（2015年4月21日、町田市民ホール / 5月19日、習志野文化ホール / 9月24日、メルパルクホール大阪）
- ヤンヤン歌うスタジオ復活コンサート（2015年11月27日、中野サンプラザホール）[237]
- わが青春のアイドルヒットステージ80‘s（2016年1月16日、板橋区立文化会館大ホール）[238]
- 80's青春アイドルヒットステージ 平成エンタープライズグループPresents青春旅情コンサート2016（2016年7月31日、川口総合文化センター）
- 柏原芳恵ディナーショー（2018年6月24日、プラザホテルむつ）
- 柏原芳恵クリスマスディナーショー（2018年12月16日、ホテルアイボリー オーキッドホール）
- 柏原芳恵クリスマスディナーショー（2018年12月24日、第一ホテル東京シーフォート）[239]
- 柏原芳恵 St.バレンタインディナーショー（2019年2月11日、ホテル・ザ・ウエストヒルズ）[240]
- ハッピーエイジング＆ソナエ博（2019年3月25日、スイスホテル南海大阪）
- 柏原芳恵サマーディナーショー（2019年7月24日、タワーホール船堀）
- 柏原芳恵クルーズコンサート（2019年9月5 - 8日、にっぽん丸）[241]
- NHKアーカイブス企画イベント レッツゴーヤングフォーエバー2020上映会トークショー&ミニライブ（2020年2月1日、SKIPシティ）[242]
- 柏原芳恵40周年コンサート 〜A・RU・KU〜（2020年10月17日、北とぴあ さくらホール）[243]
- 柏原芳恵Live2022 〜A・RU・KU 第二章〜（2022年11月4日、日本橋三井ホール）[244]
- 柏原芳恵コンサート2023inふくしま ｢未来へA・RU・KU」（2023年6月17日、いわき芸術文化交流館アリオス大ホール）[245]
- 柏原芳恵サマーディナーショー（2023年7月8日、HOTEL PLAZA OSAKA）[246]
- 柏原芳恵 未来へ”A・RU・KU” コンサート2023 〜柏原芳恵の喫茶☆歌謡界〜（2023年7月15日、ハーモニーホール座間）[247][248][249][250][251][252]
- 昭和歌謡セレクションコンサートⅡ（2023年7月17日、七ヶ浜国際村ホール）[253]
- 柏原芳恵 未来へ”A・RU・KU” コンサート2023 〜柏原芳恵の喫茶☆歌謡界〜 こんなMC見たことない！？（2023年10月9日、メルパルクホール大阪）[254]
- A・RU・KU 第三章 柏原芳恵コンサート2023（2023年11月4日、日本橋三井ホール）
- 黄金の80年代アイドルジョイントコンサート（2024年9月24 - 27日、パシフィコ横浜国立大ホール）[255][256]
- A・RU・KU 第四章 柏原芳恵コンサート2024（2024年11月16日、日本橋三井ホール）
- 東京オートサロン2025　AUTO SALON SPECIAL LIVE（2025年1月12日、幕張メッセ）[257][258][259][260]
- 柏原芳恵 復興コンサート10年後再び ～未来へA・RU・KU～2025（2025年1月26日、南相馬市民文化会館（ゆめはっと）大ホール）[261][262][263]
- 柏原芳恵 45th anniversary Concert Tour 2025（2025年4月5日、大阪森ノ宮ピロティホール / 4月20日、横浜関内ホール・大ホール / 6月28日、名古屋PORTBASE / 7月11日、東京渋谷区文化総合センター大和田・さくらホール）[264][265][266][267][268]
- A・RU・KU 第五章 柏原芳恵45周年記念コンサート（2025年10月12日、草月ホール）
- 昭和百年 時間旅行コンサート ～歌とトークで綴る80'sアイドル～（2025年10月13日、TACHIKAWA STAGE GARDEN）[269]

## 個展
- 魅完成展（1999年、玉川髙島屋）
- 魅完成展（2000年、横浜髙島屋）
- 魅完成展（2005年、日本橋髙島屋）

## 受賞歴
- 1980年
  - 第6回 日本テレビ音楽祭（新人賞候補賞）[19]「No.1」
  - 第7回 ABC歌謡新人グランプリ（シルバー賞）[19]「第二章・くちづけ」
  - 第13回 新宿音楽祭（敢闘賞）「第二章・くちづけ」
  - 第10回 銀座音楽祭（熱演賞）「第二章・くちづけ」
  - 第7回 横浜音楽祭（新人賞）「第二章・くちづけ」
  - 第11回 日本歌謡大賞（放送音楽新人賞）[19]「第二章・くちづけ」
- 1981年
  - 第7回 日本テレビ音楽祭（金の鳩賞候補賞）[19]「ガラスの夏」
  - 第23回 日本レコード大賞（ゴールデン・アイドル賞）[19]「ハロー・グッバイ」[270]
  - 第19回 ゴールデン・アロー賞（グラフ賞）[19]
- 1982年
  - 第8回 日本テレビ音楽祭（グランプリ候補賞）「あの場所から」[271]
  - 第8回 あなたが選ぶ全日本歌謡音楽祭（金賞）「花梨」
  - 第11回 FNS歌謡祭（優秀歌謡音楽賞）「花梨」[272]
  - 第13回 日本歌謡大賞（放送音楽賞）「花梨」
  - 第24回 日本レコード大賞（金賞）[19]「花梨」
- 1983年
  - 第9回 日本テレビ音楽祭（グランプリ候補賞）「夏模様」
  - 第16回 日本作詩大賞（入賞曲）「夏模様」※微美杏里 作詞
  - 第12回 FNS歌謡祭（優秀歌謡音楽賞）「タイニー・メモリー」
  - 第14回 日本歌謡大賞（放送音楽賞）「タイニー・メモリー」[273]
  - 第25回 日本レコード大賞（金賞）[19]「春なのに」
- 1984年
  - 第17回 日本作詩大賞（入賞曲）「悪戯NIGHT DOLL」※銀色夏生 作詞
  - 第10回 日本テレビ音楽祭（グランプリ候補賞）「最愛」
  - 第17回 全日本有線放送大賞（優秀スター賞）「最愛」[274]
  - 第10回 あなたが選ぶ全日本歌謡音楽祭（金賞）「最愛」
  - 第13回 FNS歌謡祭（優秀歌謡音楽賞）「最愛」
  - 第15回 日本歌謡大賞（放送音楽賞）「最愛」
  - 第26回 日本レコード大賞（金賞）[19]「最愛」[275]
- 1985年
  - 第11回 あなたが選ぶ全日本歌謡音楽祭（金賞・審査員奨励賞）「し・の・び・愛」[276]
  - 第27回 日本レコード大賞（優秀歌唱賞）[19]「し・の・び・愛」
- 1986年
  - 第12回 あなたが選ぶ全日本歌謡音楽祭（金賞）[19]「女ともだち」
  - 第28回 日本レコード大賞（優秀歌唱賞）[19]「女ともだち」[277]
- 1987年
  - 第6回 メガロポリス歌謡祭（ポップス部門入賞）「A・r・i・e・s」[278]
  - 第29回 日本レコード大賞（優秀歌唱賞）[19]「冬の孔雀」
- 2000年
  - 第10回 ホビー大賞（特別賞）[19]